# Seibranz
Seibranz ist ein Stadtteil von Bad Wurzach im baden-württembergischen Landkreis Ravensburg in Deutschland.

## Geschichte

### Mittelalter und Frühe Neuzeit (bis 1600)
Seibranz wurde um 1094 erstmals als Sibrantdesberge urkundlich erwähnt. Im 13. Jahrhundert gibt es auch die Bezeichnungen Sigebrandesberg und Sibrandeshoven, um 1100 ist Cuno de Sigebrandesberg belegt.
Eine Legende berichtet vom Heiligen Bischof Ulrich von Augsburg, der durch Einschlagen seines Bischofsstabes eine Quelle entstehen ließ, deren Wasser um 1268 bereits Wallfahrer anzog und als heilkräftig galt (Ulrichsbrunnen).
Ab 1353 wird Seibranz als eigenständiges Dorf bezeichnet. Der Besitz ging 1291 vom Kloster Weingarten an die Grafschaft Zeil über, welche 1337 Patronatsrecht und Gerichtsbarkeit erwarb. Die Pfarrei Sankt Ulrich wurde 1353 erwähnt und die Kirche 1483 neu errichtet, 1608 wurde sie dem Stift Zeil inkorporiert. Das Patronat lag bei der Ortsherrschaft.

### 17. und 18. Jahrhundert
Im 17. Jahrhundert war Seibranz tiefgreifenden Ereignissen ausgesetzt. 1621 waren die Seibranzer Weber noch Mitglied der Wurzacher Weberzunft. Der Zeit um des Dreißigjährige Krieg brachte jedoch große Not: Bis zum 13. August 1628 forderte die Pest 200 Todesopfer, darunter den Pfarrer. Ein Pestgottesacker wurde 1628 am Limberg angelegt. 1675 wurde Seibranz durch die Teilung der Herrschaft von den Wurzacher Zunftgenossen getrennt und fiel an die Wurzach'sche Linie der Grafschaft Zeil. 
Im 18. Jahrhundert gab es weitere Entwicklungen: In den Jahren 1716 und 1746 fanden Galgenerneuerungen statt. 1719 besaß Seibranz ein Schupflehengut der Leprosenpflege Wurzach, das 1731 detailliert mit Ländereien beschrieben wurde. 
Landwirtschaftlich wurde zwischen 1750 und 1780 der Anbau von Winterkorn sowie die Einführung von Kartoffel- und Kleebau vorangetrieben. Um 1770 wurde die Gemeinde von schweren Hagelwettern und Missernten getroffen. 
Zwischen 1751 und 1805 kam es zur Vereinödung von Starkenhofen, Rippoldshofen, Seibranzer Ösch und Wengenreute.

### 19. Jahrhundert
Das 19. Jahrhundert begann mit großen politischen Veränderungen: 1803 bildete der Ort einen Teil des Zeiler Gerichtes auf`m Berg. 1806 verlor die Herrschaft Zeil ihre Souveränität an das Königreich Württemberg, und 1809 büßte sie ihre eigene Gerichtsbarkeit ein. Infolgedessen entstand die selbstständige Gemeinde Seibranz unter dem ersten Schultheißen Anton Dinser. Der Galgen wurde 1810 abgebrochen. Die Jahre 1816/17 waren von einer großen Hungersnot geprägt.
Das Revolutionsjahr 1848 brachte Aufregung, als Schultheiß und Gemeinderat von den Bürgern zur Abdankung gezwungen wurden und Thomas Minsch zum neuen Schultheißen bestellt wurde. 1849 nutzten die Seibranzer die neuen Freiheiten zur Verteilung des Gemeindewaldes. Ab 1850 entwickelte sich die Weidewirtschaft positiv, was zur Gründung einer Käserei und weiterer vier größerer Käsereien zwischen 1893 und 1900 führte.

### 20. Jahrhundert
Zwischen 1910 und 1911 erhielten Seibranz und Seibranz Ösch eine Wasserleitung, und ab 1914 erfolgte der schrittweise Anschluss an das elektrische Versorgungsnetz. Zwischen 1970 und 1973 wurden eine zentrale Gemeindewasserversorgung und Kanalisation gebaut. Ein neues Rathaus mit Feuerwehrhaus wurde errichtet, gefolgt von der Entstehung neuer Baugebiete im Nordwesten und einer Neubausiedlung im Oberdorf. Während der beiden Weltkriege hatte Seibranz insgesamt 68 Gefallene und 23 Vermisste zu beklagen. Zwischen 1796 und 1815 hatte die Gemeinde bereits viel durch Kriegseinwirkung zu erdulden, so wurden 1814 800 Mann österreichischer Truppen einquartiert, und 39 Bürger erlagen dem Nervenfieber. 1895 forderte eine Typhusepidemie 30 Opfer.
Am 1. Januar 1975 wurde Seibranz nach Bad Wurzach eingemeindet.

### Schule und Kirche
Das Schulwesen in Seibranz ist seit 1633 mit der Nennung von Georg Stueklin als Organist, Mesner und Schulmeister belegt. Bereits 1693 wurde ludi Magister Johann Frei erwähnt. Seit 1740 besaß Seibranz eine ständig eigene Schule. Neue Schulgebäude wurden 1787 und 1837 errichtet, die alte Schule brannte 1843 ab. Weitere Schulen entstanden 1912 in Starkenhofen (genutzt bis 1968) und 1913 in Seibranz, wobei letztere 1965 durch ein modernes Schulgebäude mit Sportanlagen ersetzt wurde. 
Die heutige Pfarrkirche stammt von 1870, ihr Turm noch aus dem 15. Jahrhundert. 1964 wurde bei Seibranz das Kloster Marienau, das einzige Kartäuserkloster Deutschlands, erbaut. Im Laufe der Jahrhunderte wurden mehrere umliegende Orte nach Seibranz umgepfarrt, darunter Gospoldshofen und Wengenreute (1611), Talacker und Rippoldshofen (1823), Karlis (1864), Oberlimberg (1862) und Starkenhofen (1959). Das Patrozinium der Kirche ist Sankt Ulrich, dessen Ersterwähnung 1483 erfolgte.

## Gemeindegliederung
Zu Seibranz gehören das Dorf Seibranz, die Weiler Seibranzer Ösch, Starkenhofen, Talacker und Wengenreute sowie die Höfe Butzenmühle, Galgenhöfle, Herrenbühl, Karlis, Karlismühle, Kimpflerhof, Lampertsried, Rippoldshofen, Starkenhofer Einöden, Unterlimberg und Zimmerjock, das Kartäuserkloster Marienau und die Häuser Unwerte.

## Bauwerke

Galgenhöfle (2012)

Auf der Gemarkung von Seibranz liegt die Kartause Marienau. Sie ist die einzige bestehende Kartause im deutschsprachigen Raum. Die Kirche von Seibranz ist dem Heiligen Ulrich von Augsburg geweiht. Die Kirchengemeinde gehört zum Dekanat Allgäu-Oberschwaben in der Diözese Rottenburg-Stuttgart. Im Ort befindet sich ein Kindergarten. 1965 wurden Schule, Turnhalle und Lehrschwimmbecken neu erbaut.
- Hofkapelle Galgenhöfle, erbaut 1948
- Dorfkapelle Starkenhofen

## Sehenswürdigkeiten
Südlich von Seibranz liegt die Erhebung Wachbühl (791 m ü. NN), ein bekannter Aussichtspunkt.